# Bahnhof Bratislava-Železná studienka
Der Haltepunkt Bratislava-Železná studienka in der slowakischen Hauptstadt Bratislava ist ein Haltepunkt an der Marchegger Ostbahn zwischen dem Bahnhof Wien Stadlau und dem Hauptbahnhof Bratislava (Bratislava hlavná stanica).
Der Halt im Naherholungsgebiet Železná studienka im Stadtteil Miesta ist für Touristen von Bedeutung.

## Geschichte

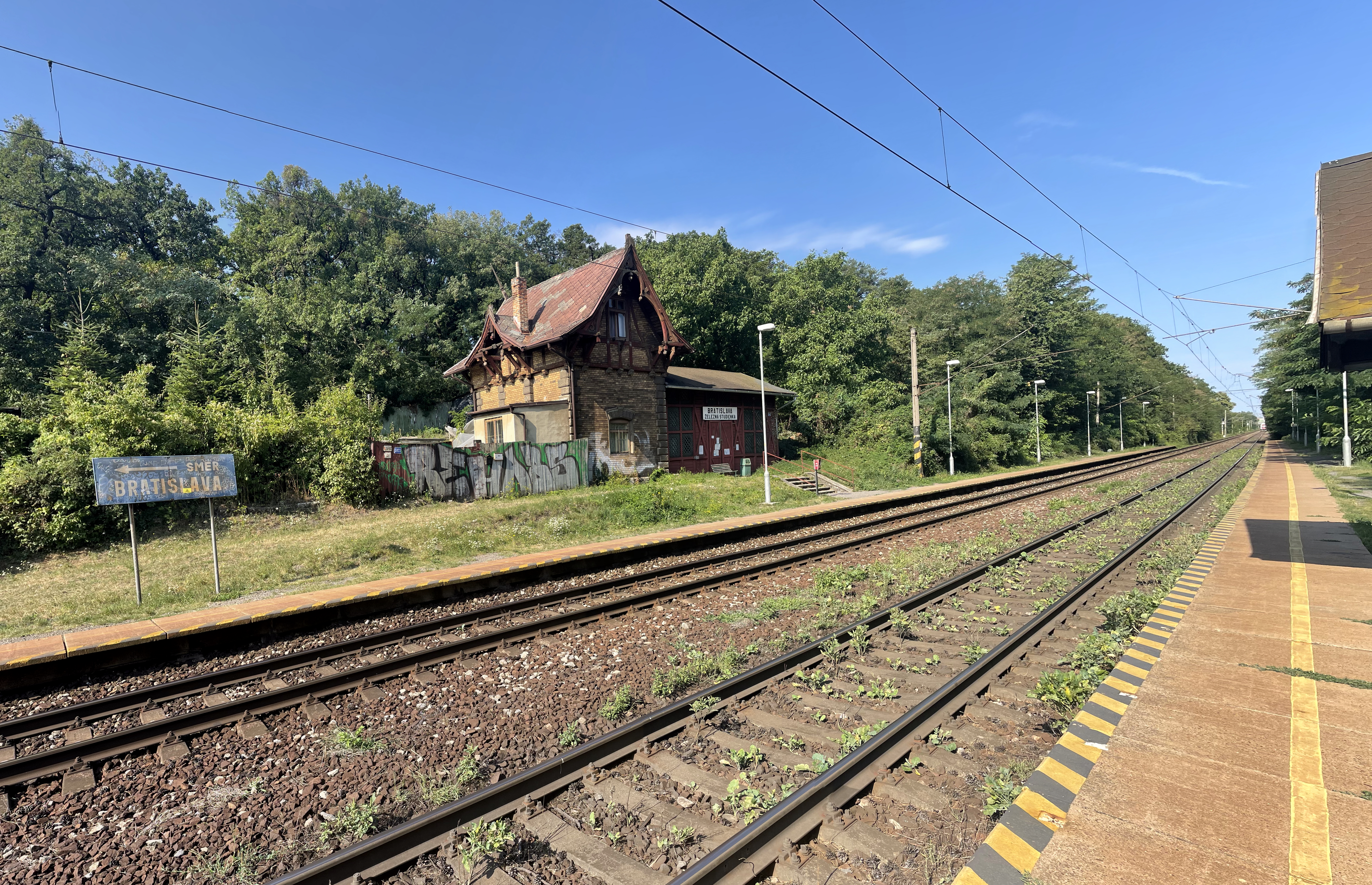
Der Haltepunkt Bratislava-Železná studienka

Benannt ist der Bahnhof nach der roten Brücke in unmittelbarer Nähe des Bahnhofs. Sie steht ebenso wie das 1904 errichtete Bahnhofsgebäude unter Denkmalschutz.
Die Originalbrücke wurde 1848 neben dem ehemaligen Bahnhof errichtet und führte über nur einen Gleisanschluss zur Bahnstrecke Wien–Gänserndorf–Bratislava. Die Brücke überquerte das Tal des Flusses Vydrica. 1891 wurde die Strecke zwischen Bratislava Hauptbahnhof und Devínska Nová Ves auf zwei parallele Gleise umgebaut und die Rote Brücke neu errichtet. Der heutige Bahnhof wurde 1904 mit dem Namen Červený most (ungarisch Vöröshíd) nach der nahegelegenen Brücke benannt.
2010 zerstörte ein durch übernachtende Personen im Bahnhofsbereich ausgelöstes Feuer einen Großteil des Warteraums.